# Cesena Football Club
El Cesena Football Club es un club de fútbol de Italia, con sede en Cesena, Emilia-Romaña. Fue fundado en 1940 y refundado en 2018. Compite en la Serie B, segunda categoría del fútbol italiano.

## Historia

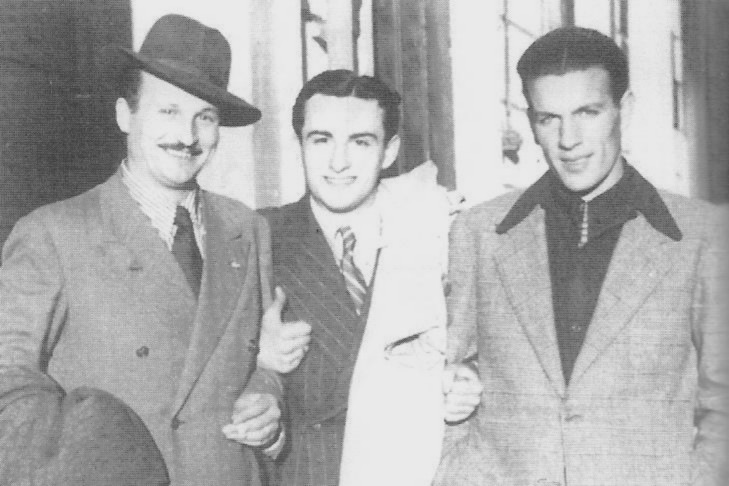
Los fundadores del A.C. Cesena en 1940: Alberto Rognoni (primer presidente del club), Renato Piraccini (director deportivo) y Arnaldo Pantani (jugador-entrenador).

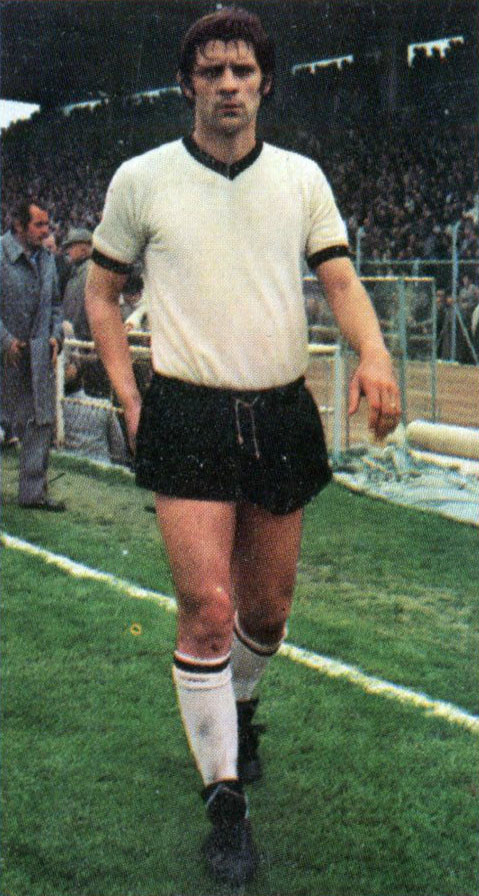
Giuseppe Zaniboni, temporada 1974-75.

### AC Cesena
El equipo fue fundado en 1940, pero no fue hasta 1968 cuando alcanzó la serie B. El primer ascenso a la máxima categoría del fútbol italiano, la Serie A, lo logró en 1973. En su primera temporada en la serie A logró acabar en undécima posición, la misma que alcanzó en la temporada siguiente. En la temporada 1975/76 logró terminar el campeonato en sexta posición, que le dio acceso a jugar la Copa de la UEFA la temporada siguiente. Sin embargo el año siguiente el equipo descendió de categoría.
Logró su segundo ascenso a la Serie A en 1981, terminando la liga en décima posición, pero el equipo no logró mantener la categoría al año siguiente y descendió de nuevo a la Serie B, donde estuvo cuatro años. Tras disputar la promoción, regresó a la máxima categoría en la temporada 1987/88, que logró mantener durante cuatro temporadas consecutivas.
Tras el descenso en 1991, el Cesena logró ascender de nuevo en 1994, temporada en la que terminó empatado a puntos con el Padova, que le venció en la promoción, lo que le supuso un nuevo descenso. En 1997 descendió a la Serie C1, en la que permaneció durante cuatro temporadas. La temporada 2005/06 terminó sexto en la Serie B, lo que le supuso poder disputar la promoción de ascenso a la Serie A, aunque finalmente no logró el pase de categoría. La temporada 2007-2008 finalizó en el puesto 22 de la Serie B lo que supuso su descenso a la Lega Pro Prima Divisione. En la temporada 2008-2009 ascendió de categoría desde la Lega Pro Prima Divisione a la Serie B. En la temporada 2009-2010 quedó segundo en la Serie B y con esa posición consiguió su ascenso a la Serie A junto al Lecce.
En su regreso a la Serie A en la temporada 2010-2011, el Cesena pasó por una racha de malos resultados que lo llevaron a pelear los puestos de descenso, sin embargo salvó la categoría gracias a una buena actuación del equipo en las fechas finales, que lo llevaron a conseguir 21 puntos (6 victorias y 3 empates) en las últimas 12 fechas de dicha temporada.
En la temporada 2011-2012, sin embargo, no pudo repetir la buena actuación en las fechas finales de la temporada anterior, ubicándose el la vigésima posición con apenas 22 puntos (4 victorias, 10 empates y 24 derrotas) y con ello, descendió a la Serie B, la cual disputó durante dos temporadas. En la segunda de ellas logró el ascenso a la Serie A de nuevo, después de imponerse en el play off de ascenso primero al Módena y luego al Latina en 2014, aunque descendió a la Serie B para la temporada 2015-16.
Durante esos años, el club arrastró una gran crisis económica y tras sufrir cargos por contabilidades falsas en el traspaso de jugadores al club Chievo en junio de 2018, el equipo fue castigado con 15 puntos en la Serie B de 2017-18, año que quedó en la 22ª posición de la clasificación. El 16 de julio de 2018, el club fue declarado en quiebra.

### Cesena Football Club
En julio de 2018 un grupo de empresarios locales de Cesena adquirieron el ASD Romagna Centro, fundado en 1973 en Cesena y que en ese entonces competía en la Serie D. Fue renombrado como R.C. Cesena y ganó el grupo F de la Serie D 2018-19.
El club regresó al profesionalismo en el Grupo B de la Serie C 2019-20, y fue renombrado como Cesena Football Club. Además el club adoptó el escudo, los colores y jugará en el estadio de su predecesor. El 23 de julio de 2019, los directivos del club lanzaron la campaña de la 79° temporada del club.

## Estadio

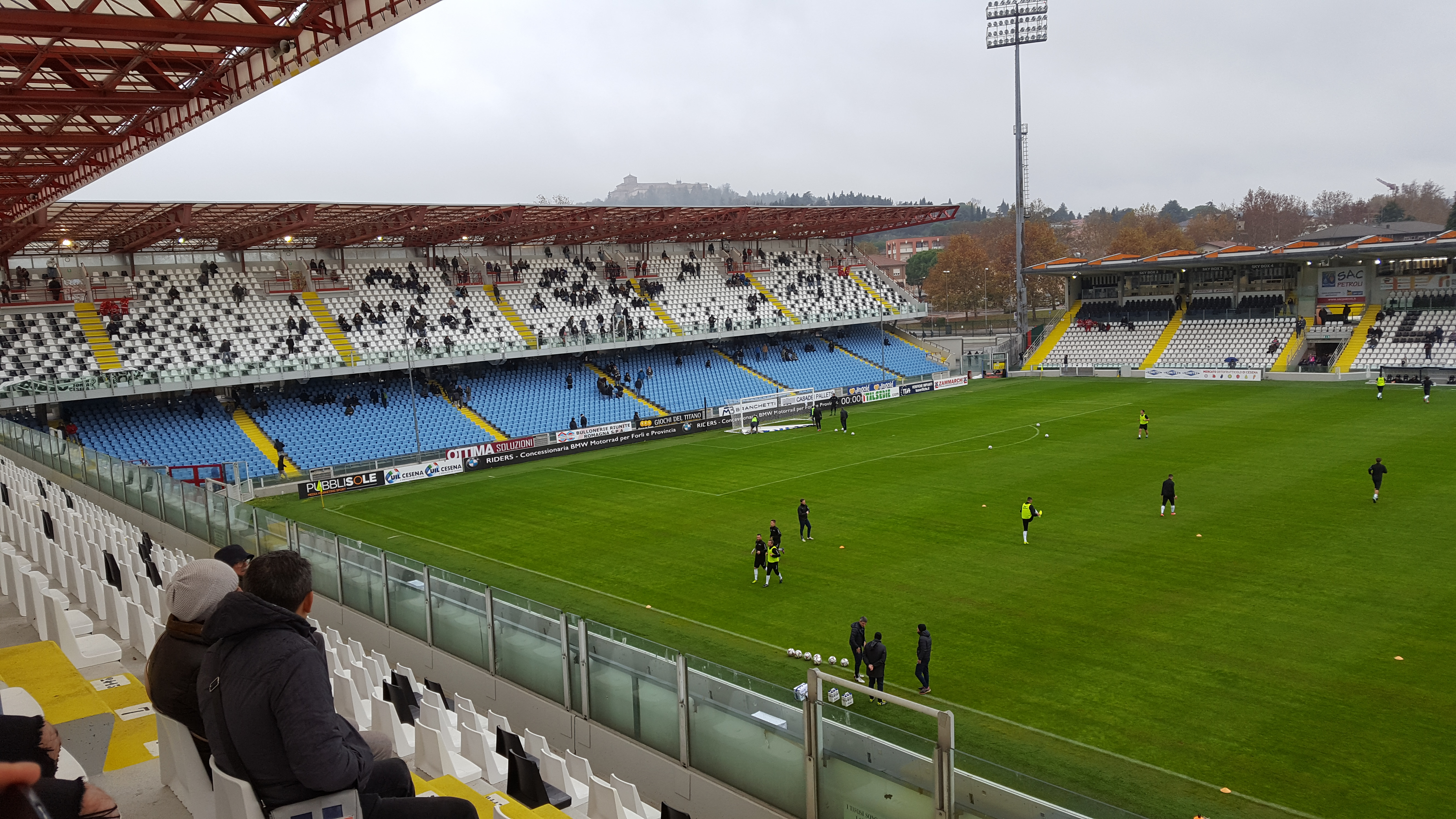
Estadio Dino Manuzzi.

## Palmarés

### Torneos interregionales
- Serie C (2): 1967-68 (Grupo B), 2023-24 (Grupo B)
- Copa Italia de la Serie C (1): 2003-04
- Serie C1 (1): 1997-98 (Grupo A)
- Lega Pro Prima Divisione (1): 2008-09 (Grupo A)
- Serie D (2): 1959-60 (Grupo C), 2018-19 (Grupo F)

### Torneos regionales
- Prima Divisione Emilia (1): 1940-41 (Grupo A)
- Promozione Emilia-Romagna (2): 1952-53 (Grupo A), 1956-57 (Grupo A)